# Wenigborster
Die Wenigborster oder Oligochaeta (von altgriechisch ὀλίγος olígos ‚wenig‘ und χαίτη chaítē ‚Haar‘) sind eine der beiden Unterklassen (früher Ordnungen) der Gürtelwürmer (Clitellata), die ihrerseits zu den Ringelwürmern (Annelida) gehören. Sie umfassen etwa 3500 Arten, von denen etwa 600 im Meer leben, die übrigen im Süßwasser oder auf dem Land.

## Körperbau
Wenigborster bestehen aus 6 bis 600 homonomen Segmenten. Des Weiteren befinden sich Borsten ohne Parapodien (seitliche beinähnliche Auswüchse) direkt an der Körperwand. Ringelwürmer haben einen sehr muskulösen Hautmuskelschlauch, den sie mit Hilfe seitlicher Borsten zur Fortbewegung in der Erde benötigen.

## Fortpflanzung
Die Wenigborster sind Zwitter und weisen die für Gürtelwürmer (Clitellata) charakteristische Fortpflanzungsweise auf: Sie bilden eine Art dicken Gürtel (Clitellum), das sich durch Absonderung bildet und worin sich die befruchteten Eier entwickeln. Praktisch legen sich hierzu während der Kopulation zwei Individuen so nebeneinander, dass das Clitellum des einen Tieres gegenüber der Samentasche (Spermathek) des anderen Tieres zu liegen kommt. Dann werden die beiden Samentaschen wechselseitig mit dem Sperma des jeweils anderen Tieres gefüllt. Die Tiere ziehen sich unter dem erhärtenden Sekretmantel des Clitellums mit dem Vorderende heraus und geben dabei ihre Eier hinein. In dem sich daraus bildenden Kokon findet die (äußere) Befruchtung zwischen den Eiern und Samenzellen statt.
Allerdings gibt es in verschiedenen Familien auch ungeschlechtliche (vegetative) Fortpflanzung durch Teilung. Teilweise geschieht dies in der Form, dass sich zunächst kleine Tierketten bilden, aus denen sich die neuen Einzeltiere allmählich abschnüren und lösen (Familie Tubificidae, Unterfamilie Naidinae), teilweise durch Abschnürung ohne Tierkettenbildung (Familie Lumbriculidae).

## Vorkommen und ökologische Bedeutung
Die ursprünglichen Verbreitungsgebiete insbesondere der bodenbewohnenden Arten sind durch Verschleppung teilweise stark ausgeweitet. So leben heute die von der Nordhalbkugel stammenden Regenwürmer (Lumbricidae) auch weitgehend auf der Südhalbkugel. Dort verdrängen sie teilweise einheimische Würmer, lokal z. B. die Megascolecidae („Riesenregenwürmer“).
Ökologisch fungieren sowohl im Süßwasser als auch auf dem Land viele Arten als wichtige Destruenten, die sich am Abbau der organischen Substanz beteiligen und am Umbau in neue Substanzen (Ton-Humus-Komplexe) beteiligt sind. Die im Boden lebenden Arten durchmischen und durchlüften diesen und optimieren auch die Nährstoffversorgung (vgl. Bioturbation).
Des Weiteren werden manche Arten als Bioindikatoren zur Gewässergütebeurteilung herangezogen.

## Systematik
Das Taxon wurde 1850 von Adolf Eduard Grube eingeführt. Neuere molekulargenetische Untersuchungen ribosomaler RNS deuten allerdings darauf hin, dass die Wenigborster kein monophyletisches Taxon bilden, zumal kein einziges gemeinsames abgeleitetes Merkmal bekannt ist, das sie von den Egeln (Hirudinea), abgrenzt. Sie gelten daher als paraphyletische Gruppe und müssten nach kladistischen Grundsätzen in mehrere Taxa vom gleichen Rang wie die Hirudinea aufgeteilt werden. Die Phylogenie der Ringelwürmer ist jedoch nach wie vor kaum aufgeklärt.

### Familien (Auswahl)

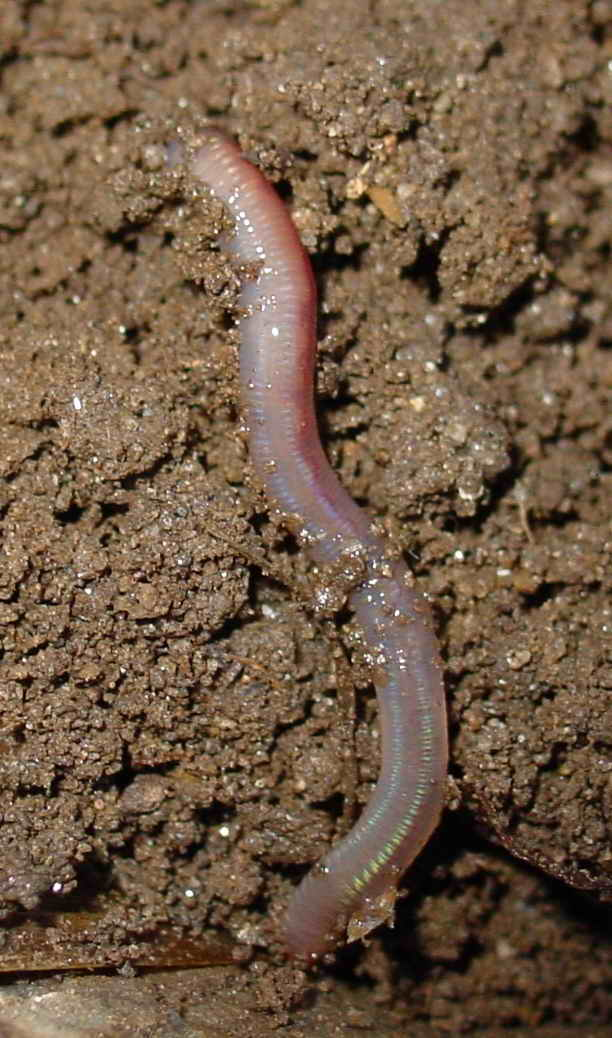
Regenwurm

Die bekanntesten Familien sind die folgenden:
- Aeolosomatidae – kleine (ca. 1–10 mm große) Formen mit Öltröpfchen im Körper; im Boden oder Süßwasser lebend.
- Enchytraeidae – ca. 650 Arten, weißlich; im Boden oft massenhaft; teilweise auch im Süßwasser lebend (z. B. Gattung Pachydrilus).
- Haplotaxidae – ca. 30 Arten, im Süßwasser lebend (häufig im Grundwasser).
- Lumbricidae (Regenwürmer) – ca. 320 Arten, meist im Boden, teilweise auch im Süßwasser lebend. Näheres vgl. unter Regenwürmer.
- Lumbriculidae – im Süßwasser der Nordhalbkugel lebend. Diese Familie gilt aufgrund morphologischer und molekulargenetischer Eigenschaften als nächstverwandte Gruppe (Schwestertaxon) der Egel. Eine bekannte, bis 10 cm lange Art ist Lumbriculus variegatus, eine auch in der Ökotoxikologie als Testorganismus verwendete Art, die vor allem in stehenden Gewässern am Grund oder zwischen Wasserpflanzen vorkommt und an einen Regenwurm erinnert. Diese Art kann sich durch Querteilung (ohne Kettenbildung) ungeschlechtlich fortpflanzen.
- Megascolecidae – im Boden oder auch auf Bäumen der Südhalbkugel lebend; hierzu zählen die australischen „Riesenregenwürmer“ mit maximal 2–3 m Länge bei einer Dicke von bis zu 3 cm, z. B. die Art Megascolides australis.
- Tubificidae – ca. 800 Arten, im Meer und im Süßwasser. Bekannteste Vertreter sind die als Fischfutter verwendeten Tubifex-Arten (Schlammröhrenwurm). Zu den Tubificidae gehört auch die Unterfamilie Naidinae, die früher meist als eigene Familie "Naididae" betrachtet wurden. Es sind dies überwiegend durchsichtige kleinere Würmer mit einer auffallenden vegetativen Vermehrungsweise in Form von Tierketten. – Näheres zu dieser Familie vgl. unter Tubificidae und unter Naidinae.

### Systematik der Oligochaeta nach Jamieson 1988
Barrie G. M. Jamieson erstellte 1988 eine innere Systematik der Oligochaeta aus kladistischer Sicht auf Grund morphologischer Merkmale, für die er als Kriterium den Bau der Geschlechtsorgane verwendete. Laut Jamieson 1988 sind die Wenigborster Gürtelwürmer ohne Kiefer und mit einem ausgedehnten Coelom, bei denen die Hoden vor den Eierstöcken sitzen. Die Chaetae sind niemals gegliedert und fehlen bei den Achaeta. Das Akrosom des Spermiums ist anders als bei den Hirudinea vorn nicht erweitert. Anders als damals postuliert, wird heute jedoch keines dieser Merkmale mehr als Apomorphie der Oligochaeta akzeptiert, sondern es werden alle als Plesiomorphien betrachtet. Peter Ax betrachtet diese Arbeit von Jamieson als einzigen und gescheiterten Versuch, aus kladistischer Sicht die Oligochaeta als monophyletische Gruppe zu etablieren.
Die in älteren Systematiken zu den Oligochaeta gestellten Aeolosomatidae werden 1988 von Jamieson, aber auch schon 1982 von Brinkhurst ausgeschlossen. Wenn auch die Aeolosomatidae Segmente mit Chaetae besitzen und Zwitter sind, so gibt es auf Grund ihre inneren Organisation keinerlei Hinweise auf eine Verwandtschaft mit den Clitellaten.
Jamieson gesteht 1988 den Oligochaeta den Status einer Klasse zu und unterteilt sie in vier Unterklassen:
Bei den Lumbriculata mit der einzigen Ordnung Lumbriculida und einzigen Familie Lumbriculidae mit ausschließlich süßwasserbewohnenden Arten sitzen die männlichen Geschlechtsöffnungen vor den weiblichen, und manche Samenleiter führen von den Trichtern im selben Segment wie die zugehörigen Hoden nach außen. Die Lumbriculidae haben oft zahlreiche Gonaden. Die Nephridien sind zwischen den Segmenten verknüpft. Die dicken Myofilamente haben einen quadratischen Querschnitt und eine S-Form. Die Spermien haben schwache Konnektive und ein kurzes Akrosom.
Die Randiellata mit der einzigen Ordnung Randiellida und einzigen Familie Randiellidae haben zwei Paar Hoden, keine Atrien und ein bis zwei Paar Eierstöcke. Die männliche Geschlechtsöffnung sitzt im selben Segment wie die zugehörigen Hoden.
Die Tubificata mit der einzigen Ordnung Tubificida haben nur ein Paar Hoden, dem ein Paar Eierstöcke folgt. Die männlichen Geschlechtsöffnungen sitzen vor den weiblichen, und der Samenleiter führt durch das dem hodentragenden folgende Segment nach außen (plesiopor). Die Spermien haben keine Konnektive und ein sehr kurzes Akrosom. Die hierzu gezählten Familien sind Tubificidae, Naididae, Enchytraeidae, Capilloventridae, Phreodrilidae, Dorydrilidae und Opistocystidae. Der Großteil der Arten sind Süßwasserbewohner, doch gibt es einige marine Arten, und in der Familie Enchytraeidae terrestrische Arten.
Die Diplotesticulata umfassen die übrigen Wenigborster, darunter die Brunnenwürmer (Haplotaxidae) und die im weiteren Sinne als „Regenwürmer“ bezeichneten Formen einschließlich der in Europa heimischen Lumbricidae. Wie ihr Name sagt, zeichnen sich die Diplotesticulata durch zwei Paar Hoden, im Grundbauplan außerdem durch zwei Paar Eierstöcke aus, so dass sie ursprünglich insgesamt acht Gonaden haben, also oktogonadial sind. Die Anzahl der Keimdrüsen kann reduziert sein, insbesondere können entweder die vorderen oder die hinteren Eierstöcke fehlen. Die Konnektive am Akrosom des Spermiums sind wohl entwickelt.
Die Diplotesticulata werden nach dieser Systematik von 1988 in zwei Überordnungen unterteilt:
Die ausschließlich aquatischen Haplotaxidea mit der einzigen Ordnung Haplotaxida und den beiden Familien Haplotaxidae und Tiguassuidae haben die Tendenz, kein hinteres Paar von Eierstöcken mehr zu besitzen.
Bei den Metagynophora sind außer bei drei Arten die vorderen Eierstöcke verloren gegangen, so dass es nur noch ein Paar gibt, das sich im 13. oder dem diesem entsprechenden Segment befindet.
Die Metagynophora werden in zwei Ordnungen unterteilt:
Bei den Moniligastrida mit der einzigen Familie Moniligastridae sind die Hodensäcke am hinteren Septum des Hodensegments aufgehängt. Bläschendrüsen fehlen. Typischerweise haben sie zwei Paar Samenleiter, die durch das vordere Segment nach außen führen (plesiopor). Die Eierstöcke befinden sich in Septenkammern. Die Prostata ist kapselförmig. Die Receptacula seminis haben jeweils einen Blindsack ohne Sperma. Das Prostomium ist abgesetzt. Am Darm sitzen dorsal enterosegmentale Organe.
Bei den Opisthopora gibt es meist zwei Paar Samenleiter, die an nur einem Paar Geschlechtsöffnungen oder auch nur einer einzigen mittleren Geschlechtsöffnung nach außen münden, sehr selten an zwei Paar Geschlechtsöffnungen. Die Samenleiter durchdringen mehr als eine Segmentscheidewand und münden im 15. oder einem weiter hinten liegenden, oft dem 18., seltener dem 13. Segment nach außen, während die Eileiter nur eine Segmentscheidewand durchdringen und ihre Mündung im 14. Segment haben.
Die Opisthopora werden in zwei Unterordnungen unterteilt:
Die Alluroidina mit der einzigen Überfamilie Alluroidoidea und den beiden Familien Alluroididae und Syngenodrilidae sind aquatische Arten, bei denen die männlichen Geschlechtsöffnungen im 13. Segment nach außen münden.
Die Crassiclitellata haben ein Clitellum aus mehreren Zellschichten.
Die Crassiclitellata werden in zwei Kohorten unterteilt:
Die Aquamegadrili mit den Familien Sparganophilidae, Biwadrilidae, Almidae und Lutodrilidae sind aquatische Arten, bei denen der After am Rücken mündet und der Körper oft einen rechteckigen Querschnitt hat.
Die Terrimegadrili sind vorwiegend bodenbewohnende Wenigborster. Der After sitzt am Körperende und nur sehr selten am Rücken. Das Akrosom des Spermiums ist mit etwa 2 µm recht lang. Diese Gruppe umfasst die auch als „Regenwürmer“ im weiteren Sinne bezeichneten Familien Ocnerodrilidae, Eudrilidae, Kynotidae, Komarekionidae, Ailoscolecidae, Microchaetidae (Microscolecidae), Hormogastridae, Glossoscolecidae, Lumbricidae und Megascolecidae.

### Neuere Versuche einer Revision durch molekulargenetische Arbeiten
Während spätere Untersuchungen die Sonderstellung der Lumbriculidae wie auch die Monophylie des Taxons Crassiclitellata bestätigten, werden heute mehrere andere Taxa aus dieser Systematik in Frage gestellt beziehungsweise abgelehnt. Eine molekulargenetische Studie von Erséus und Källersjö von 2004 über die Ribosomale DNA verschiedener Gürtelwürmer ergibt für die berücksichtigten Vertreter folgendes Bild: Während die Capilloventridae als basaler Zweig eine Schwestergruppe zu allen anderen Gürtelwürmern darstellen, unterteilen sich letztere in zwei Großgruppen, von denen die erste die Familien Naididae einschließlich der Schlammröhrenwürmer sowie Phreodrilidae, Haplotaxidae und Propappidae umfasst, die zweite dagegen die Egel und alle übrigen „Polychaeta“. Innerhalb dieser bilden wiederum die Lumbriculidae und die Egel eine Untergruppe, während die Enchytraeidae und die als monophyletisch bestätigte Gruppe der Crassiclitellata mit den untersuchten Familien Lumbricidae, Almidae und Megascolecidae) die zweite Untergruppe bilden. Zu ähnlichen Ergebnissen führte 2002 eine Arbeit von Jamieson et al. auf der Grundlage ribosomaler DNA. Die Unterteilung der Crassiclitellata in einen Zweig mit aquatischen und einen mit terristrischen Formen konnte allerdings nicht bestätigt werden, vielmehr gibt es zwei Hauptzweige, in denen die Crassiclitellata nach ihrer geographischen Verbreitung verteilt sind in Bewohner der Nordhalbkugel (Laurasia: Lumbricidae, Hormogastridae, Criodrilidae und Lutodrilus multivesiculatus) und in solche der Südhalbkugel (Gondwana: Microchaetidae, Rhinodrilidae, Almidae, Glossoscolecidae, Eudrilidae und Megascolecoidea). Hiernach waren die ursprünglichen Gürtelwürmer Wasserbewohner, und erst die Crassiclitellata entwickelten sich zu landlebenden Formen. Während die Lutodrilidae und Criodrilidae als nächste Verwandte der landlebenden Lumbricidae und Hormogastridae das Leben im Wasser als ursprüngliches Merkmal haben, kehrten die Almidae sekundär ins Wasser zurück.
Sämtliche neueren systematischen Arbeiten zu den Oligochaeta charakterisieren diese als paraphyletische Gruppe und weisen auf einer nähere Verwandtschaft der Egel in erster Linie mit den Lumbriculidae, in zweiter Linie aber auch mit den Regenwürmern und Enchyträen hin. Bisher gibt es aber noch keine etablierte Systematik der Clitellata auf dieser Grundlage.

## Fossile Belege
Fossile Wenigborster sind sehr selten. Neben einigen unsicheren Belegen aus dem Malm von Uljanowsk (Russland) und aus paläozänen Ablagerungen in den USA sind einige aus dem eozänen Baltischen Bernstein stammende Exemplare als der Familie Enchytraeidae zugehörig identifiziert worden.